# Plavi orkestar
Plavi orkestar est l'un des groupes de rock les plus populaires de Yougoslavie. Le groupe, formé en 1983 à Sarajevo, et dont le nom signifie l'« Orchestre bleu », a été décrit comme « un phénomène culturel des années 80 et 90 ». En 2005, il avait vendu un total de 5 millions de disques . En raison de sa popularité, le groupe a été surnommé les « Beatles bosniens ».
Plavi orkestar a connu le succès avec l'album Soldatski bal, qui présentait des succès tels que Suada, Bolje biti pijan nego star, Medena curice et Odlazi nam raja. Leur deuxième album (Smrt fašizmu) a lui aussi rencontré un grand succès commercial. En 2015 paraît un nouvel album, Sedam. En 2016, le Plavi Orkestar a donné un total de 3 500 concerts et a sorti huit albums.

## Membres
(Les anciens membres sont donnés en italique).
- Saša Lošić - chant
- Saša Zalepugin - guitare
- Gordan Džamonja Krošnjar - guitare
- Mladen Pavičić - guitare, synthétiseur
- Samir Ćeremida - guitare basse
- Admir Ćeremida - batterie

En raison de la guerre de Bosnie, le groupe original s'est séparé. Le guitariste Mladen Pavičić a émigré au Canada, le chanteur Saša Lošić à Ljubljana. L'un des frères Ćeramida vit aujourd'hui à Paris, l'autre continue à vivre à Sarajevo. Depuis la reformation du groupe en 1997, Saša Zalepugin est devenu le nouveau guitariste.

## Discographie

### Albums studio
- 1985 : Soldatski bal
- 1986 : Smrt fašizmu
- 1989 : Sunce na prozoru
- 1991 : Simpatija
- 1996 : Everblue 1 and 2 Greatest Hits*
- 1998 : Longplay
- 1999 : Infinity
- 2012 : Sedam

### Compilations
- 2007 : The Ultimate Collection - Plavi Orkestar (Croatia Records)
- 2007 : The Platinum Collection - Plavi Orkestar (City Records)
- 2016 : Greatest Hits Collection - Plavi Orkestar (Croatia Records)